# Liste der Fernstraßen in der Dominikanischen Republik
Diese Liste zeigt die Straßen in der Dominikanischen Republik auf. Es gibt zwei Typen von Straßen, die Nationalstraßen und die Sekundärstraßen, beide beginnend mit DR.

## Nationalstraßen
| Kurz | Name | Verlauf                                        | Länge  |
| ---- | ---- | ---------------------------------------------- | ------ |
|      | DR-1 | Santo Domingo – San Fernando de Monte Cristi   | 270 km |
|      | DR-2 | Santo Domingo – Comendador – Grenze nach Haiti | 246 km |
|      | DR-3 | Santo Domingo – San Rafael del Yuma            | 170 km |
|      | DR-4 | Santo Domingo – San Rafael del Yuma            | 200 km |
|      | DR-5 | Las Galeras – Villa Bisonó                     | 315 km |

## Sekundärstraßen
| Kurz | Name   | Verlauf                                       | Länge  |
| ---- | ------ | --------------------------------------------- | ------ |
|      | DR-6   | Santo Domingo – San Cristóbal                 | 22 km  |
|      | DR-7   | Santo Domingo – Sánchez                       | 125 km |
|      | DR-10  | Villa Mella – Mata Mamon                      | 20 km  |
|      | DR-11  | Santo Domingo – Sabana Grande de Payabo       | 70 km  |
|      | DR-12  | Bonao – Constanza                             | 50 km  |
|      | DR-13  | Santo Domingo – Maimon                        | 89 km  |
|      | DR-14  | San Víctor – Moca                             | 7 km   |
|      | DR-16  | Arroyo Agua – Santiago de los Caballeros      | 87 km  |
|      | DR-17  | Pimentel – Piedra Blanca                      | 59 km  |
|      | DR-18  | Partido – Santiago de los Caballeros          | 135 km |
|      | DR-20  | Mao – Palo Verde                              | 75 km  |
|      | DR-21  | La Vega – Sabaneta de Yasica                  | 68 km  |
|      | DR-23  | El Pino – San Antonio de Guerra               | 160 km |
|      | DR-25  | Santiago de los Caballeros – Montellano       | 50 km  |
|      | DR-29  | Moca – El Estrecho                            | 75 km  |
|      | DR-30  | Villa Elisa – Imbert                          | 74 km  |
|      | DR-31  | San Ignacio de Sabaneta – Guayubín            | 31 km  |
|      | DR-38  | Piraco – Cevicos                              | 26 km  |
|      | DR-41  | Agua – Constanza                              | 120 km |
|      | DR-44  | Sabana Yegua – Pedernales – Grenze nach Haiti | 185 km |
|      | DR-45  | Matayaya – San Fernando de Monte Cristi       | 240 km |
|      | DR-46  | Barahona – Jimaní                             | 90 km  |
|      | DR-47  | Los Palmitos – Elias Pina                     | 89 km  |
|      | DR-48  | Los Palmitos – Jimaní – Grenze nach Haiti     | 30 km  |
|      | DR-50  | San Juan de la Maguana – Juan Santiago        | 70 km  |
|      | DR-66  | Bayaguana – San Geronimo                      | 25 km  |
|      | DR-78  | Playa Guayacanes – Hato Mayor del Rey         | 70 km  |
|      | DR-101 | La Romana – El Seibo                          | 37 km  |
|      | DR-102 | San Pedro de Macorís – Guaymate               | 38 km  |
|      | DR-103 | Sabana de la Mar – Hato Mayor del Rey         | 44 km  |
|      | DR-104 | Sabana de la Mar – Higüey                     | 125 km |
|      | DR-106 | Otra Banda – Punta Cana                       | 43 km  |
|      | DR-107 | Miches – El Seibo                             | 38 km  |
|      | DR-132 | Moca – Nagua                                  | 109 km |
|      | DR-201 | Piedra Blanca – Sabana Larga                  | 52 km  |
|      | DR-231 | Castañuela – Villa Vasquez                    | 4 km   |
|      | DR-233 | Tenares – Gaspar Hernandez                    | 40 km  |
|      | DR-510 | Bani – Las Calderas                           | 28 km  |
|      | DR-517 | Azua – Peralta                                | 24 km  |
|      | DR-519 | Sabana Yegua – Puerto Viejo                   | 20 km  |
|      | DR-535 | La Colonia – Neyba                            | 14 km  |
|      | DR-541 | Duvergé – El Naranjo                          | 18 km  |